# Hesiqui d'Apamea
Hesiqui d'Apamea (Hesychius, Ἡσύχιος) fou un bisbe d'Apamea. Porfiri, a la vida de Plotí, l'esmenta com Justí Hesiqui (Ἰουστῖνος Ἡσυχία) però en una edició revisada d'aquesta obra se l'anomena Ustil·lià Hesiqui Οὐστιλλιανὸς Ἡσυχία i apareix com fill adoptiu d'Emili, un dels darrers platonistes de la segona meitat del segle iii.
Emili va llegar un centenar de llibres en els quals havia recopilat les instruccions del filòsof Numeri.